# The Clay People (album)
The Clay People – czwarty album grupy The Clay People, a także ich największy sukces. Wydany przez Slipdisc Records w 1998.

## Lista utworów
1. Awake (3:29)
2. Plug (5:17)
3. Mechanized Mind (4:02)
4. Calling Spaceship: Damien Grief (5:22)
5. Car Bomb (Am I Human?) (4:21)
6. Fade Away (4:15)
7. Raygun Girls (2:54)
8. Dying To Be You (4:02)
9. Thread (4:39)
10. Ghostwishing (3:55)
11. Who Am I? (4:48)

## Wykonawcy
- Daniel Neet: śpiew
- Dan Dinsmore: perkusja
- Brian McGarvey: gitara
- Mike Guzzardi: gitara
- D. Patrick Walsh: gitara basowa

Producent: Neil Kernon for Auslander

Producent wykonawczy: Frank Chackler